# Ruth Hellberg
Ruth Hellberg nata Ruth Gribbohm (Berlino, 2 novembre 1906 – Feldafing, 26 aprile 2001) è stata un'attrice e doppiatrice tedesca.

## Biografia
Figlia illegittima del regista Fritz Holl e dell'attrice e insegnante di teatro Margit Hellberg (nata Margarethe Gribbohm), fece il suo debutto al Teatro di Corte di Meiningen nel 1923 dopo aver frequentato la scuola di recitazione. Successivamente si unì alla compagnia teatrale Holtorf e nello stesso anno diventa membro della Genossenschaft Deutscher Bühnenangehöriger (GDBA). Durante gli anni '30 Ruth Hellberg ha avuto innumerevoli storie d'amore con uomini e donne. Sua figlia Christine, morta giovane, proveniva da una relazione con l'attore Oskar Homolka, e suo figlio Andreas (1930-2021) dalla relazione con Fritz Landshoff.
Il suo unico matrimonio fu nel 1934 con l'attore e regista Wolfgang Liebeneiner, che divorziò da lei nel 1944 per sposare l'attrice Hilde Krahl. 
Nel 1933 Ruth Hellberg fece il suo debutto come attrice cinematografica nella produzione Was wissen denn Männer ma ebbe il suo più grande successo solo cinque anni più tardi nel 1938 con il film Yvette, diretto proprio da suo marito. Nel 1944 fu inserita Gottbegnadeten-Liste (in tedesco "lista dei benedetti da Dio") del Ministero del Reich per l'istruzione pubblica e la propaganda.
Dopo la seconda guerra mondiale, Ruth Hellberg lavorò principalmente come attrice teatrale, anche a Stoccarda, Wiesbaden, Berlino, Francoforte, Amburgo, Bochum e Monaco. Ha interpretato il suo ultimo ruolo cinematografico nel 1991 al fianco di Karin Baal in Im Kreise der Lieben.
Nella sua carriera da doppiatrice, iniziata a metà degli anni '30, doppiò stelle del cinema hollywoodiano come Vivien Leigh, Myrna Loy, Elisabeth Bergner, Helen Hayes, Jeanne Moreau e Martha Scott nel ruolo di Miriam nel celebre colossal Ben Hur.
Ruth Hellberg morì il 26 aprile 2001 all'età di 94 anni a Feldafing. La sua tomba si trova nel cimitero di Dahlem a Berlino.

## Filmografia

### Cinema
- Was wissen denn Männer (1933)
- Herthas Erwachen (1933)
- Erstens kommt es anders (1934)
- Ihr Trick (1934)
- Es leuchten die Sterne (1938)
- Yvette, regia di Wolfgang Liebeneiner (1938)
- Heimat (1938)
- Schwarzfahrt ins Glück (1938)
- In geheimer Mission (1938)
- Drei Unteroffiziere (1939)
- Zwielicht (1940)
- Fahrt ins Leben (1940)
- Alles Schwindel (1940)
- Bismarck, il cancelliere di ferro (Bismarck), regia di Wolfgang Liebeneiner (1940)
- Il postiglione della steppa (Der Postmeister), regia di Gustav Ucicky (1940)
- Heimkehr (1941)
- Vertigine (Tragödie einer Liebe), regia di Guido Brignone (1941)
- Broken Love (1946)
- Fuoco di paglia (Strohfeuer), regia di Volker Schlöndorff (1972)
- Im Kreise der Lieben (1991)

### Televisione
- So war Mama (1962)
- Michael Kramer (1965)
- Strohfeuer (1972)
- Villa zu vermieten (1982)
- Wüsten (1990)